# 산솜꼬리토끼
산솜꼬리토끼 또는 누탈솜꼬리토끼(Sylvilagus nuttallii)는 토끼과에 속하는 포유류의 일종이다. 캐나다와 미국에서 발견된다.

## 생태
몸길이는 33.8~37.1cm이고, 연중 사게브러시와 향나무 등을 먹지만 봄과 여름에는 많은 풀을 먹기도 한다. 28~30일 정도의 임신 기간 이후 암컷은 4~6마리의 새끼를 낳는다. 다른 토끼와 마찬가지로 일년에 2~5번 정도 새끼를 낳을 정도로 번식을 많이 한다. 번식 주기는 분포 지역마다 다르다.

## 분포 및 서식지
캐나다 브리티시컬럼비아주와 서스캐처원주 남부 지역부터 미국 캘리포니아주 남부와 네바다주, 애리조나주 중부, 뉴멕시코주 북서부 지역 사이의 산간 지대에 널리 분포한다. 메우 넓은 지역에 분포하며 지역에 따라 다른 서식지에 생활한다. 분포 지역 북쪽에서는 주로 사게브러시와 같은 관목 지대에서 사는 반면에 남쪽에서는 숲이 우거진 지역에서 더 쉽게 발견된다.

## 아종
3종의 아종이 알려져 있다.
- S. n. nuttallii
- S. n. pinetis
- S. n. grangeri